# Julie Anne Genter

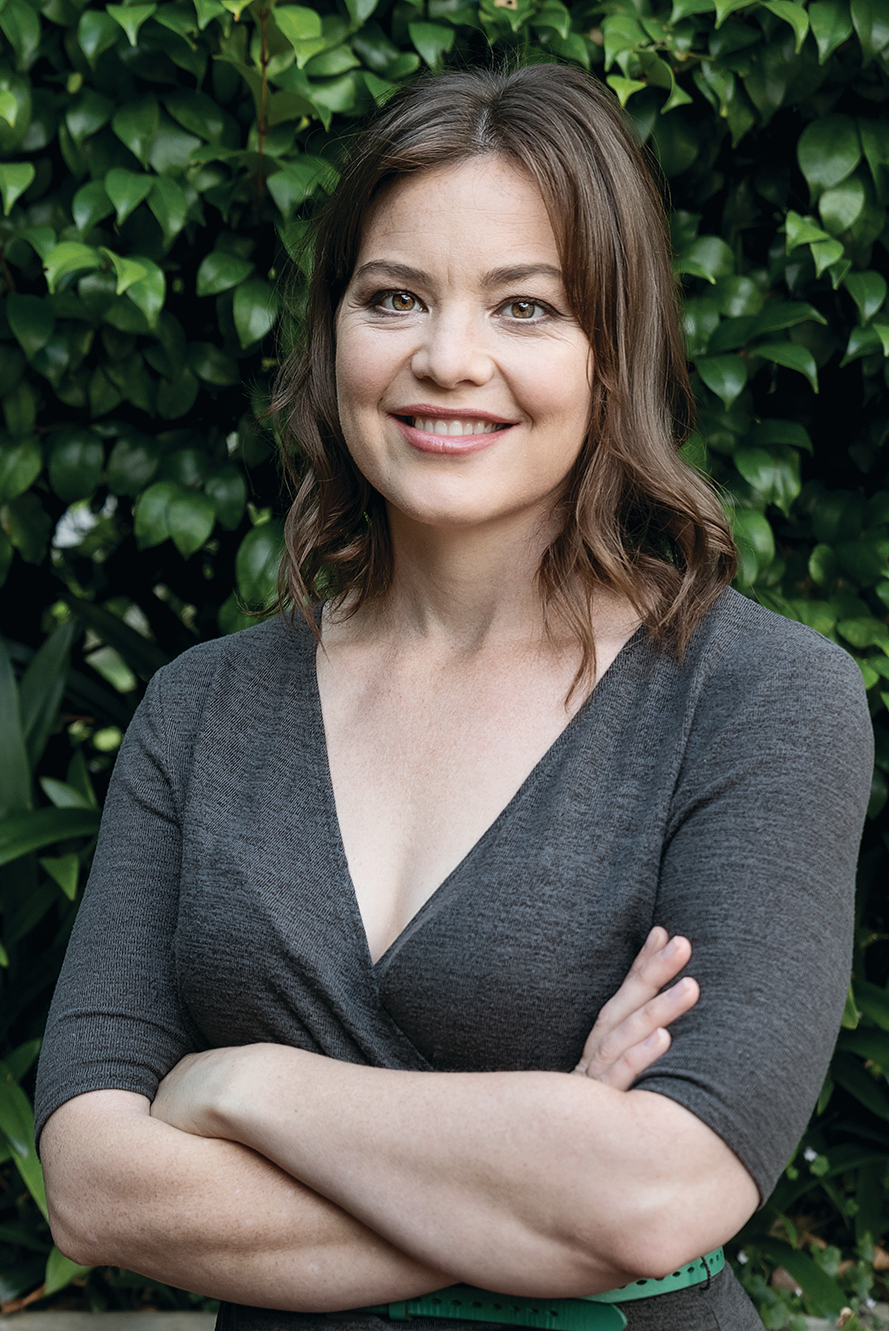
Julie Anne Genter (2017)

Julie Anne Genter (* 17. Dezember 1979 in Rochester, Minnesota, Vereinigte Staaten) ist eine amerikanisch-neuseeländische Politikerin der Green Party of Aotearoa New Zealand.

## Leben
Julie A. Genter wurde am 17. Dezember 1979 in Rochester, Minnesota geboren und wuchs auf in Los Angeles, Kalifornien. Dort studierte sie an der University of California in Berkeley Philosophie, das sie im Mai 2003 mit einem Bachelor abschloss, wechselte danach an das Institut d’études politiques in Paris und qualifizierte sich dort mit einem Postgraduierten-Zertifikat in International Political Studies.

## Berufliche Tätigkeit
Im Jahr 2006 zog Genter nach Neuseeland und arbeitete von September 2006 bis Dezember 2007 als Student Planner & Internal Environmental Committee Coordinator für Sinclair Knight Merz in Auckland, im Jahr 2007 als Tutor for Planning 101 für 'University of Auckland School of Planning and Architecture, von Februar 2008 bis 2011 als Transportation Consultant für McCormick Rankin Cagney in Auckland und parallel von März 2010 an bis 2011 als Political & Media Advisor to Green Party MPs im Parliamentary Services in Wellington. Des Weiteren bekam Genter einen Masters in Planning Practice der University of Auckland verliehen.

## Politische Karriere
Zur General Election des Jahres 2011 ließ sich Genter als Kandidatin für einen Sitz im New Zealand Parliament über den Wahlkreis Mount Roskill aufstellen. Zusätzlich bekam sie den Platz 13 auf der Wahlliste ihrer Partei, welcher ihr den Einzug ins Parlament ermöglichte.
Als Labour unter der Führung von Jacinda Ardern die Parlamentswahl 2017 gewann, holte sie Genter für folgende Ministerposten in ihre Regierung:
| Minister                        | vom              | bis              |
| ------------------------------- | ---------------- | ---------------- |
| Minister for Women              | 26. Oktober 2017 | 6. November 2020 |
| Associate Minister of Health    | 26. Oktober 2017 | 6. November 2020 |
| Associate Minister of Transport | 26. Oktober 2017 | 6. November 2020 |

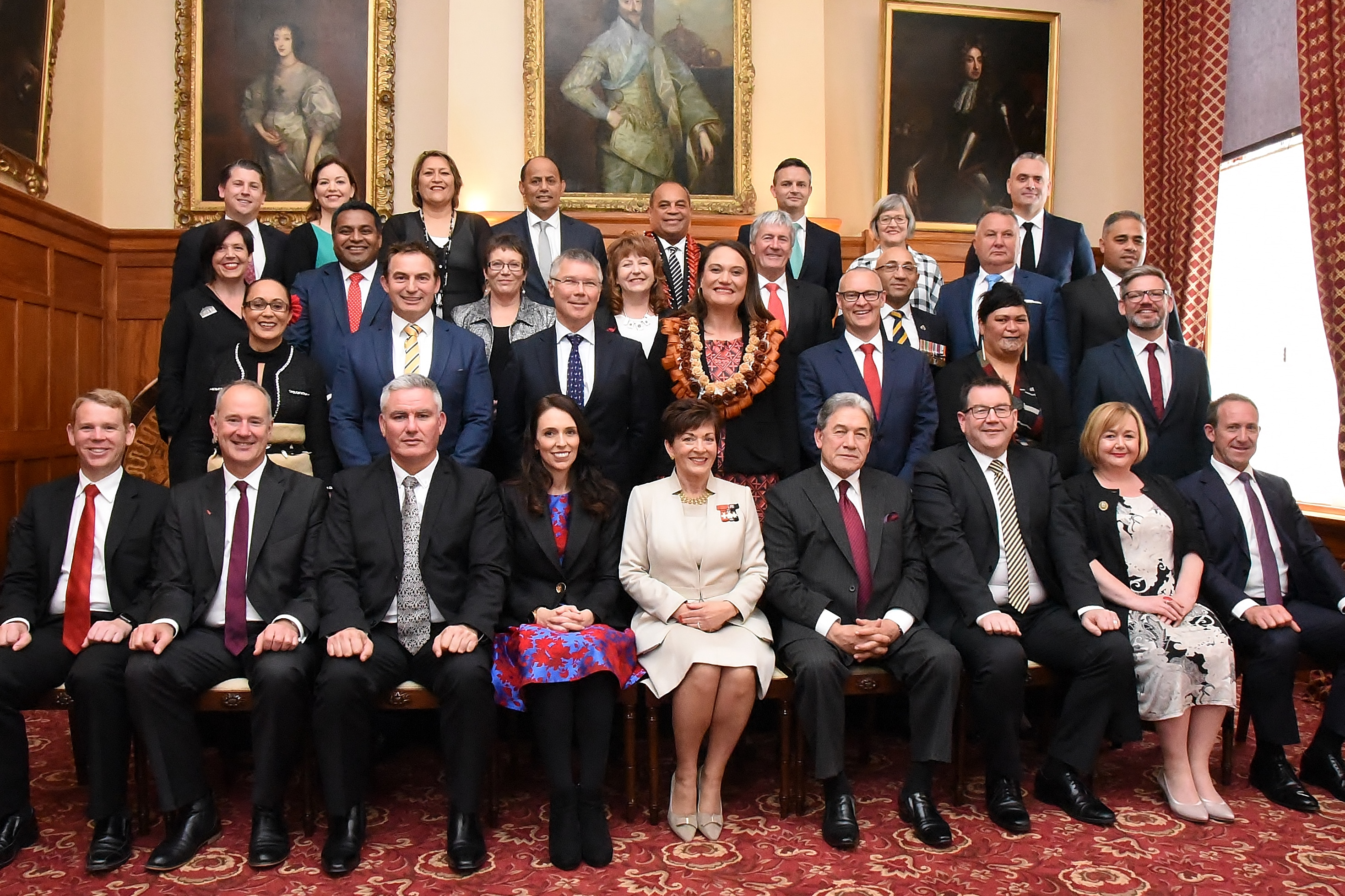
Julie Anne Genter (2017)
2. von links in der letzten Reihe

Nachdem Labour in der General Election des Jahres 2020 die absolute Mehrheit der Parlamentssitze gewinnen konnte, war eine Koalition mit anderen Parteien für Labour nicht mehr nötig und die Green Party ging in die Opposition. Genter übernahm in Folge für verschiedene Bereiche die Funktion der Sprecherin für ihre Partei.

## Veröffentlichungen
- The Philosophical Question of Race and its Import in the Affirmative Action Debate. In: The Dualist (Hrsg.): Stanford University Undergraduate Journal of Philosophy. Vol. X, Dezember 2003 (englisch).
- N. Harre & Atkinson; Q. Craig Potton Publishing (Hrsg.): Thinking Outside the Car: How we can achieve carbon neutral transport. Chapter in Carbon Neutral By 2020: How New Zealand can tackle climate change. Nelson 2007 (englisch).
- mit S. Donovan, B. Petrenas und H. Badland: Valuing the health benefits of active transport modes. In: NZ Transport Agency research report 359. 2008, S. 72 ff. (englisch).
- mit S. Donovan, B. Petrenas, N. Mumby, T. Hazledine, T. Litman, G. Hewison, T. Guidera, L. O’Reilly, A. Green und G. Leyland: Managing transport challenges when oil prices rise. In: New Zealand Transport Agency  Research Report 357. 2008, S. 148 ff. (englisch).[1]